# (1366) Piccolo
(1366) Piccolo – planetoida z pasa głównego asteroid okrążająca Słońce w ciągu 4 lat i 318 dni w średniej odległości 2,87 au. Została odkryta 29 listopada 1932 w Observatoire Royal de Belgique w Uccle przez Eugène’a Delporte. Nazwa planetoidy pochodzi od włoskiego słowa piccolo (mały), pseudonimu Auguste’a Cauvina, redaktora naczelnego brukselskiej gazety „Le Soir” (ok. 1898–1937). Przed nadaniem nazwy planetoida nosiła oznaczenie tymczasowe (1366) 1932 WA.